# Торепалацо (Беневенто)
Торепалацо је насеље у Италији у округу Беневенто, региону Кампанија.
Према процени из 2011. у насељу је живело 50 становника. Насеље се налази на надморској висини од 264 м.